# آلبرت تیمر
آلبرت تیمر (هلندی: Albert Timmer؛ زادهٔ ۱۳ ژوئن ۱۹۸۵) دوچرخه‌سوار اهل هلند است.
از باشگاه‌هایی که در آن رکاب زده‌است می‌توان به تیم سانوب اشاره کرد.